# Columbia (casa discografica)

La Columbia è stata una casa discografica italiana con sede a Milano, emanazione della britannica Columbia Graphophone Company.

## Storia
Nel 1912 Alfredo Bossi, uno dei primi discografici italiani, aveva fondato la S.N.G. (Società Nazionale del Grammofono), che dal 1922 pubblicava in Italia i dischi della Columbia Graphophone Company.
Poiché nel 1931 la His Master's Voice e la Columbia Graphophone Company si fusero dando vita alla EMI, anche in Italia avvenne la stessa operazione tra la Società Anonima Italiana di Fonotopia (che distribuiva la His Master's Voice) e la S.N.G., con il coinvolgimento di un terzo partner, la Marconiphone, azienda italiana specializzata nella produzione di apparecchi radiofonici (ciò perché la Emi inglese aveva intenzione di espandersi in questo mercato), che già era presente nel mondo musicale distribuendo in Italia i dischi dell'etichetta francese Pathé.

Catalogo canzoni di Carlo Buti

Il nome dell'azienda in Italia fu V.C.M. (sigla di Voce del Padrone - Columbia - Marconiphone), e questa denominazione restò, con la pubblicazione di dischi con etichette distinte (La voce padrone e Columbia), fino alla fine del 1967, quando fu trasformata in Emi Italiana; la sede fu stabilita a Milano, in via Domenichino 14 (più tardi venne trasferita in piazza Cavour 2), e il direttore fu Aldo Mario De Luigi. Fino alla fine degli anni '50 mantenne inoltre alcuni uffici a Torino, in via Pietro Micca 1.
Nel 1969 ci fu l'unificazione dei cataloghi della Columbia, della Voce del Padrone, della Odeon e della Pathé operato dalla EMI Italiana e dopo qualche anno l'etichetta cessò di esistere anche come marchio.

## I dischi pubblicati in Italia
Per la datazione ci siamo basati sull'etichetta del disco, o sul vinile o, infine, sulla copertina; qualora nessuno di questi elementi avesse una datazione, ci siamo basati sulla numerazione del catalogo; se esistenti, abbiamo riportato oltre all'anno il mese e il giorno (quest'ultimo dato si trova, a volte, stampato sul vinile).
Nel corso degli anni la numerazione del catalogo ha subito vari cambiamenti, mantenendo comunque all'interno di ogni standard la progressione numerica cronologica. Sono stati inseriti dapprima i dischi a 78 giri in quanto per molti decenni furono l'unica tipologia di dischi prodotti; i 33 e i 45 giri vennero messi in commercio dall'etichetta solo a partire dagli anni '50.

### 78 giri - serie D
| Numero di catalogo | Anno          | Interprete                                              | Titoli                                                                                             |
| ------------------ | ------------- | ------------------------------------------------------- | -------------------------------------------------------------------------------------------------- |
| D 643              | 1922          | Ines Talamo                                             | Marionettes/Salomé                                                                                 |
| D 4616             | 1925          | Ines Talamo                                             | La signorina del cinematografo/Stornellata moderna                                                 |
| D 5348             |               | Ines Talamo e coro                                      | Il paese dei campanelli (Fox-trot della luna)/Il paese dei campanelli (La leggenda dei campanelli) |
| D 5353             | 1926          | A.Ferrara e Coro                                        | Le Aquile di Roma/Giovinezza                                                                       |
| D 5456             | 1926          | Edoardo Taliani                                         | Il canto dell'attesa/Il faro bleu                                                                  |
| D 5460             | 1926          | Giuseppe Godono                                         | Aprite le finestre/Maggiolata                                                                      |
| D 5708             | 1926          | Paolo Bernard                                           | Musicofobia/Bernard in pretura                                                                     |
| D 5724             | 1926          | Paolo Bernard                                           | Non ho fatto attenzione/La mia Danese                                                              |
| D 5732             | 1926          | Paolo Bernard                                           | Adagio Biagio/La mai fisarmonica                                                                   |
| D 5790             | 1927          | Miscel                                                  | Stornellata fiorentina                                                                             |
| D 5907             | 1928          | Paolo Bernard                                           | Peggio per lei/Jazzbandofobia                                                                      |
| D 5908             | 1928          | Paolo Bernard                                           | Come un gorgonzola/Facciamo economia                                                               |
| D 5910             | 1928          | Paolo Bernard                                           | Sofia/Cretinate                                                                                    |
| D 5940             | 1928          | Ines Talamo                                             | Il tango delle capinere/Lo stornello delle violette                                                |
| D 6026             | 1929          | Jazz Sinfonico Mascheroni                               | Maruska/L'amore coi piedi                                                                          |
| D 13047            | 1942          | Peppino Sacchi                                          | Op! Op! Trotta cavallino/Fischietto d'amore                                                        |
| D 13061            | 1943          | Mario Consiglio/Di Ceglie                               | Nebbia/Il canto del bosco                                                                          |
| D 13128            | 1944          | P. Sacchi con Orch. D. Olivieri                         | Signorina della "Scala"/La sartina Innamorata                                                      |
| D 13161            | 1944          | Wanda Osiris                                            | Ti parlerò d'amor/Wanda                                                                            |
| D 13167            | 1945          | Sergio Lulli                                            | O morettina/La mia bella                                                                           |
| D 13168            | 1945          | Coro di Patrioti                                        | Ribelli Siamo ... /Italia Liberata                                                                 |
| D 13175            | 1945          | Giampiero Boneschi, Franco Cerri e Ritmi                | Sixth Avenue Express/Tuxedo Junction                                                               |
| D 13176            | 1945          | Giampiero Boneschi, Franco Cerri e Ritmi                | Why Do I Lie To Myself About You/Moonlight Becomes You                                             |
| D 13178            | 1945          | Wolmer e la sua sorellina                               | Un'ora d'amore/Piace a te                                                                          |
| D 13255            | 18 marzo 1946 | Aldo Campatelli con Cosimo Di Ceglie e la sua Orchestra | Lula, Lula/Quando apparirà                                                                         |
| D 13265            | 1946          | Elio Lotti con Cosimo Di Ceglie e la sua Orchestra      | Il primo appuntamento/E' una pagina d'amore                                                        |
| D 13335            | 1946          | Enrico Gentile                                          | La rumba della risata/Rumba, Rumba, Tabù                                                           |
| D 13339            | 1946          | Frank Sinatra                                           | There's no you/Dream                                                                               |

### 78 giri - serie E
| Numero di catalogo | Anno | Interprete     | Titoli                                        |
| ------------------ | ---- | -------------- | --------------------------------------------- |
| E 4441             | 1919 | Vittorio Somma | ‘O mare ‘e Margellina/Me ne vogli’ì ‘a Napule |

### 78 giri - serie CB
| Numero di catalogo | Anno            | Interprete              | Titoli                                     |
| ------------------ | --------------- | ----------------------- | ------------------------------------------ |
| CB10393            | ?               | Carlo Buti              | Canterà... Faccetta nera/Camerata Richard  |
| CB 11322           | 7 giugno 1945   | G.Carminati-C.Cremaschi | Fede e Libertà - inno Democrazia Cristiana |
| CB 14305           | 12 ottobre 1955 | Franco e i "G.5"        | Mambo colorao/Il gallo zoppo               |

### 78 giri - serie CQ
| Numero di catalogo | Anno                                | Interprete                                                                                    | Titoli                                                                |
| ------------------ | ----------------------------------- | --------------------------------------------------------------------------------------------- | --------------------------------------------------------------------- |
| CQ 46              | 1926                                | Miscel                                                                                        | Canzone sincera/L'ultimo Pierrot                                      |
| CQ 48              | 1927                                | Gennaro Pasquariello                                                                          | Mandulinata a mare/I golii di mia moglie                              |
| CQ 59              | 1927                                | Horacio Pettorossi                                                                            | Adios Muchacos/Duello criollo                                         |
| CQ 112             | 1927                                | Gilda Mignonette                                                                              | Se chiamma mistero/Voglio a te                                        |
| CQ 113             | 1927                                | Gilda Mignonette                                                                              | Avemmaria/La mia dorce friddigliosa                                   |
| CQ 125             | 1927                                | Mario Cappello                                                                                | Scheuggio Campann-a/In ciappa                                         |
| CQ 140             | 1927                                | Mario Cappello                                                                                | Primmaveja/Boccadaze                                                  |
| CQ 232             |                                     | Jazz Sinfonico Mascheroni                                                                     | Fuoco fatuo/Fuoco fatuo                                               |
| CQ 303             | 1928                                | Miscel                                                                                        | Quando canti tu/Stornellate d'amore                                   |
| CQ 637             | 1929                                | Ines Talamo                                                                                   | Il paese dei campanelli (1ª parte)/Il paese dei campanelli (2ª parte) |
| CQ 1004            |                                     | Italo Corsi                                                                                   | Tutto quel che fa papà/Hawaii in fiore                                |
| CQ 1121            | 1933                                | Crivel                                                                                        | Sarà la luna?No!/Giovinezza senza amore                               |
| CQ 1147            | 1933                                | Vittorio De Sica                                                                              | I quattro mori/Arrivederci Mimì                                       |
| CQ 1149            | 1933                                | Orchestra Jazz                                                                                | Bacio d'Amore / Canta Marinaio                                        |
| CQ 1219            | 1933                                | Elsa Merlini e Nino Besozzi                                                                   | Manuela/Il cuore sogna                                                |
| CQ 1220            | 1933                                | Elsa Merlini e Nino Besozzi                                                                   | Cercasi modella/Una notte con te                                      |
| CQ 1276            | 1933                                | Gabrè                                                                                         | Ma quella Mitzi/Perchè?'                                              |
| CQ 1289            | 1933                                | Coro della Sezione Operaia Società Alpinisti Tridentini                                       | Done done vecie vecie/Ne diseva i nosi veci/La sposa morta            |
| CQ 1290            | 1933                                | Coro della Sezione Operaia Società Alpinisti Tridentini                                       | La pastora/La banda/La Paganella                                      |
| CQ 1291            | 1933                                | Coro della Sezione Operaia Società Alpinisti Tridentini                                       | La montanara/Bombardano Cortina/La villanella                         |
| CQ 1320            | 1934                                | Vittorio De Sica                                                                              | Soltanto una rosa/Napoli tutta luce                                   |
| CQ 1342            | 1934                                | Elsa Merlini e Crivel                                                                         | Paprika/Walzer della felicità                                         |
| CQ 1347            | 1934                                | Elsa Merlini                                                                                  | Mi sento un non so che/Czardas                                        |
| CQ 1687            | 7-8 gennaio 1948                    | Enrico Gentile                                                                                | Un valzer di Chopin/Pigalle                                           |
| CQ 1706            | 13-20 gennaio 1948                  | Bruno Pallesi (sul lato A)/Enrico Gentile (sul lato B)                                        | Sotto il cielo (del Tropico)/Beppe lo sa                              |
| CQ 1742            |                                     | Edith piaf - Louiguy Orch dir. Luypaerts                                                      | La vie en rose / Un refrain courait dan la rue                        |
| CQ 1764            | 1948                                | Harry James e la sua Orchestra                                                                | Jealousy/Moonglow                                                     |
| CQ 1785            | 26 ottobre 1948                     | Enzo Amadori                                                                                  | Ho baciato Marisa/Ballerina                                           |
| CQ 1807            | 16 novembre 1948                    | Enzo Amadori                                                                                  | Voluttuosa beguine/Vecchio cembalo                                    |
| CQ 1809            | 19 novembre 1948                    | Enzo Amadori                                                                                  | Clopen-Clopan/Insensibilmente                                         |
| CQ 1810            | 1º dicembre 1948                    | Enzo Amadori                                                                                  | Tradimento/Por la vieca                                               |
| CQ 1825            | 20 dicembre 1948                    | Enzo Amadori                                                                                  | Non dirmi "besame"/Melody                                             |
| CQ 1834            | 1949                                | Enzo Amadori                                                                                  | E' tutta propaganda/Che si fa (con le fanciulle)                      |
| CQ 1835            | 1949                                | Piero Trombetta e la sua Orchestra Tipica Argentina canta M. Fiordaliso                       | A Rio de Janeiro/Sulle Rive del Naviglio                              |
| CQ 1852            | 14 febbraio 1949                    | Enzo Amadori (lato A)/Bruno Quirinetta (lato B)                                               | Se Battista.../Maladie d'amour (Folclore dei tropici)                 |
| CQ 1853            | 26 febbraio 1949                    | Enzo Amadori                                                                                  | Radames... discolpati!/Se tu mi dici no                               |
| CQ 1885            | 22 aprile 1949                      | Enzo Amadori                                                                                  | Son nato il 17 (in venerdì...)/Malinconico sogno                      |
| CQ 1958            | 1949                                | Piero Pizzigoni e il suo Complesso canta Liliana Feldmann                                     | La Samba del Verzè/I Coniugi Zanzottara                               |
| CQ 1959            | 1949                                | Piero Pizzigoni e il suo Complesso canta Liliana e P. Feldmann (lato A)/Enzo Amadori (lato B) | La Regina del Cascinale/Non è la Samba                                |
| CQ 1997            | 4 gennaio 1950                      | Enzo Amadori                                                                                  | Ho bevuto/La samba del caffè                                          |
| CQ 2010            | 20 settembre 1949 e 27 gennaio 1950 | Enzo Amadori                                                                                  | Giuseppe cosa fai?/Samba, amigos                                      |
| CQ 2016            | 1949                                | Enzo Amadori                                                                                  | El Cumbancero/Brindiamo all'amore                                     |
| CQ 2019            | 1949                                | Enzo Amadori                                                                                  | Sotto il sole di Roma/Musica mia dolce musica                         |
| CQ 2071            | 1949                                | Enzo Amadori                                                                                  | Ba-tu-ca-da/Fiesta                                                    |
| CQ 2073            | 1950                                | Carlo Buti con Orch. G.M.Guarino                                                              | Canzone della Strada/Pompa bel Pompier                                |
| CQ 2105            | 5 ottobre 1950                      | Enzo Amadori                                                                                  | Il gatto matto/La segretaria del Commendatore                         |
| CQ 2106            | 1951                                | Coro Trentino S.O.S.A.T.                                                                      | Rosa della Alpi/Son dai monti                                         |
| CQ 2107            | 1951                                | Coro Trentino S.O.S.A.T.                                                                      | Negritella/Maresa                                                     |
| CQ 2108            | 1951                                | Coro Trentino S.O.S.A.T.                                                                      | Danza paesana/La Roseane/Rondinella                                   |
| CQ 2109            | 1951                                | Coro Trentino S.O.S.A.T.                                                                      | Marmolada/L'allegrie                                                  |
| CQ 2129            | 1950                                | Enzo Amadori                                                                                  | Quella che vorrei/Lo squadron del Ci-Ri-E'                            |
| CQ 2110            | 1951                                | Coro Trentino S.O.S.A.T.                                                                      | La nuit/Not en Val Gardena                                            |
| CQ 2111            | 1951                                | Coro Trentino S.O.S.A.T.                                                                      | Ciantia del jager/Vilanela/Monte Bianco e Cervino                     |
| CQ 2158            | 1951                                | Enrico Gentile e Marisa Fiordaliso                                                            | La luna si veste d'argento/Eco fra gli abeti                          |
| CQ 2161            | 1951                                | Enzo Amadori                                                                                  | Arrotino/La luna nel pozzo                                            |
| CQ 2164            | 1951                                | Charles Trenet                                                                                | Mes Jeunes Annees/Ohei Paris                                          |
| CQ 2167            | 20 febbraio 1951                    | Armand, il suo Complesso e Trio Vocale                                                        | Malagueña/Chinito Chinito                                             |
| CQ 2168            | 1951                                | Gianni Ravera                                                                                 | Anema e core/My Reverie                                               |
| CQ 2169            | 1951                                | Carlo Buti                                                                                    | Oro di Napoli/Serenata a nessuno                                      |
| CQ 2178            | 15 marzo 1951                       | Enzo Amadori                                                                                  | Manuela/El marinerito                                                 |
| CQ 2265            | 1951                                | Franco e i "G.5"                                                                              | Me "vo" a morir/Noche de ronda                                        |
| CQ 2272            | 29 novembre 1951                    | Armand, il suo Complesso e Trio Vocale                                                        | Maria Dolores/Bewitched (M'hai stregato)                              |
| CQ 2358            | 8 aprile 1952                       | Enzo Amadori e Trio Vocale                                                                    | El negro zumbon/Buffalo Bill                                          |
| CQ 2361            | 1952                                | Xavier Cugat e la sua Orchestra                                                               | Guadalajara/Tell Me Why                                               |
| CQ 2376            | 1952                                | Coro Trentino S.O.S.A.T.                                                                      | Canto dell'alpino/Barcarol                                            |
| CQ 2408            | 1952                                | Coro Trentino S.O.S.A.T.                                                                      | La morettina/L'emigrant                                               |
| CQ 2419            | 1952                                | Coro Trentino S.O.S.A.T.                                                                      | Montagne mie vallate/La luna sui nossi monti                          |
| CQ 2435            | 11 settembre 1952                   | Enzo Amadori (lato A)/Piero Pizzigoni e il suo Complesso (lato B)                             | Il mondo è fatto a scale/Delicado                                     |
| CQ 2474            | 1952                                | Coro Trentino S.O.S.A.T.                                                                      | Ave Maria della Alpi/Villotte friulane                                |
| CQ 2488            | 4 dicembre 1952                     | Enzo Amadori                                                                                  | Vado a Cuba/Colpa del baiòn!...                                       |
| CQ 2493            | 16 dicembre 1952                    | Franco e i "G.5"                                                                              | Tin-Tin-Daeo/Pachito-E-Chè                                            |
| CQ 2495            | 1953                                | Marisa Fiordaliso                                                                             | Tamburino del reggimento/Campanaro                                    |
| CQ 2496            | 1953                                | Marisa Fiordaliso                                                                             | Qualcuno cammina/Sussurrando buonanotte                               |
| CQ 2497            | 1953                                | Marisa Fiordaliso                                                                             | L'altra/Domandatelo                                                   |
| CQ 2498            | 1953                                | Marisa Fiordaliso                                                                             | Papà Pacifico/Il passerotto                                           |
| CQ 2499            | 1953                                | Carlo Buti                                                                                    | Lasciami cantare una canzone/La mamma che piange di più               |
| CQ 2555            | 25 febbraio 1953                    | Franco e i "G.5"                                                                              | Mi Marranito/Fiesta                                                   |
| CQ 2563            | 7 luglio 1953                       | Enzo Amadori                                                                                  | Ciongi e natte (Piombi e sugheri)/Ghavevi gna popòla                  |
| CQ 2600            | 1953                                | Rosemary Clooney con Percy Faith e la sua Orchestra                                           | Did Anyone Call/Tenderly                                              |
| CQ 2661            | 19 ottobre 1953                     | Enzo Amadori e Marisa Fiordaliso                                                              | Lili/Se la luna                                                       |
| CQ 2667            | 19 ottobre 1953                     | Franco e i "G.5"                                                                              | Mulhe Rendera/Quase Maluco                                            |
| CQ 2673            | 1954                                | Marisa Fiordaliso (sul lato A)/Enzo Amadori (sul lato B)                                      | Piripicchio e piripacchio/Arriva il direttore                         |
| CQ 2686            | 1954                                | Enzo Amadori e Trio                                                                           | ...E su il cappello (e giù il cappello)/La fortuna e il pappagallo    |
| CQ 2691            | 1954                                | Franco Ricci                                                                                  | Con te!/...E la barca tornò sola                                      |
| CQ 2726            | 1954                                | Jackie Brown e la sua orchestra                                                               | "The Glenn Miller Story"/Ballet of the bells                          |
| CQ 2743            | 11 e 13 maggio 1954                 | Franco Ricci                                                                                  | Balcone chiuso/Che d' 'e l'ammore                                     |
| CQ 2857            |                                     | Eddie Calvert                                                                                 | I speak to the stars/Caress                                           |
| CQ 2898            | 1954                                | Franco e i "G.5"                                                                              | La bella castellana/Palma de Maiorca                                  |
| CQ 2918            | 1954                                | Pina Lamara                                                                                   | 'O spicchietiello/'A zetella ('e llu paese)                           |
| CQ 3126            | Febbraio 1955                       | Franco e i "G.5"                                                                              | Buongiorno tristezza/Johnny guitar                                    |
| CQ 3153            | 5 ottobre 1955                      | Piero Trombetta e la sua Orchestra Tipica                                                     | Canzone della Sierra/Exhibicion                                       |
| CQ 3197            | 1956                                | Enzo Amadori                                                                                  | Musetto/Anima gemella                                                 |
| CQ 3204            | 1956                                | Benny Goodman and his orchestra                                                               | King porter stomp/Memories of you                                     |
| CQ 3236            | 1956                                | Ray Martin e la sua "Concert Orchestra"                                                       | Glamorous night/Lisboa antigua                                        |
| CQ 3238            | 1956                                | Lou Adler                                                                                     | Le rififi/Malaguena                                                   |
| CQ 3268            | Agosto 1956                         | Jula de Palma                                                                                 | Canzone di sette mari/Vecchio pino di Villa Borghese                  |
| CQ 3314            | Dicembre 1956                       | Jula de Palma                                                                                 | Domani/Perché tu non vuoi                                             |
| CQ 3352            | 1957                                | Enzo Amadori                                                                                  | Il pericolo n° 1/Un filo di speranza                                  |
| CQ 3354            | 29 gennaio 1957                     | Enzo Amadori                                                                                  | Sono un sognatore/Era l'epoca del cuore                               |
| CQ 3358            | 28 gennaio 1957                     | Jula de Palma                                                                                 | Nel giardino del mio cuore/Un sogno di cristallo                      |
| CQ 3446            | 26 agosto 1957                      | Jula de Palma                                                                                 | Serenata piccolissima/Un nome sei tu                                  |
| CQ 3488            | 1957                                | Jula de Palma                                                                                 | Domenica è sempre domenica/Ricordando pic-nic                         |
| CQ 3497            | 1958                                | Nicola Arigliano                                                                              | Nel blu dipinto di blu/Fantastica                                     |
| CQ 3498            | 1958                                | Nicola Arigliano                                                                              | Simpatica/Passa una nuvola in ciel                                    |
| CQ 3502            | 1958                                | Nicola Arigliano                                                                              | Il sole nel cuore/Addio, amore!                                       |

### 78 giri - serie CJ
| Numero di catalogo | Anno              | Interprete                             | Titoli                                            |
| ------------------ | ----------------- | -------------------------------------- | ------------------------------------------------- |
| CJ 1003            | 22 ottobre 1952   | Gianni Basso e il suo Quintetto        | Tea For Two/Non ti scordar di me                  |
| CJ 1004            | 22 ottobre 1952   | Gianni Basso e il suo Quintetto        | Invenzione/Il mulino sul fiume                    |
| CJ 1005            | 16 gennaio 1953   | Roberto Nicolosi e la sua Orchestra    | Cool-laboration/Morbido                           |
| CJ 1006            | 7 marzo 1953      | Nunzio Rotondo & His Cool Stars        | Cool, Please/'S Wonderful                         |
| CJ 1010            | 1953              | Roberto Nicolosi e la sua Orchestra    | Tribop/Bounce Piano Blues                         |
| CJ 1011            | Settembre 1953    | Flavio Ambrosetti Quartet              | There's A Small Hotel/Love Me Or Leave Me         |
| CJ 1012            | Settembre 1953    | Flavio Ambrosetti Quartet              | Thenderly/All The Things You Are                  |
| CJ 1013            | Settembre 1953    | Giancarlo Barigozzi e il suo Quintetto | Emulation/Nancy With The Laughing Face            |
| CJ 1014            | Settembre 1953    | Giancarlo Barigozzi e il suo Sestetto  | Cool Bars/Nuances                                 |
| CJ 1018            | 5 dicembre 1953   | Flavio Ambrosetti e il suo Quartetto   | Fascinating Rhythm/Christmas Carol                |
| CJ 1021            | 23 aprile 1954    | Flavio Ambrosetti Quartet              | You Stepped Out Of A Dream/Dancing On The Ceiling |
| CJ 1022            | 24 aprile 1954    | Flavio Ambrosetti Quartet              | The Nearness Of You/No More Sugar                 |
| CJ 1023            | 10 settembre 1954 | Aurelio Ciarallo Quartet               | Yesterday/I Only Have Eysesfor You                |
| CJ 1024            | 10 settembre 1954 | Aurelio Ciarallo Quartet               | I'll See You In My Dreams/You Go To My Head       |
| CJ 1025            | 22 ottobre 1954   | Flavio Ambrosetti Quartet              | I'll Remember April/Blues Without Sugar           |
| CJ 1026            | 23 ottobre 1954   | Flavio Ambrosetti Quartet              | This Song Is You/Autumn In New York               |
| CJ 1027            | Ottobre 1954      | Aurelio Ciarallo Quartet               | Flamingo/I May Be Wrong                           |
| CJ 1030            | 5 aprile 1955     | Sestetto Italiano                      | I Hear Music/Blues For Duke                       |
| CJ 1032            | 12 aprile 1955    | Aurelio Ciarallo Quartet               | Love Is Here To Stay/Moonlight In Vermont         |
| CJ 1035            | 1955              | Flavio Ambrosetti Quartet              | After Christmas/There'll Never Be Another You     |
| CJ 1036            | 13 aprile 1955    | Aurelio Ciarallo Quartet               | Taking A Chance On Love/Don't Blame Me            |
| CJ 1037            | 13 aprile 1955    | Aurelio Ciarallo Quartet               | Just One Of Thos Nights/The Nearness Of You       |
| CJ 1038            | 13 aprile 1955    | Aurelio Ciarallo Quartet               | I LOve You/I Can't Get Started                    |
| CJ 1042            | 10 dicembre 1955  | Flavio Ambrosetti Quintet              | Shine/What's New?                                 |
| CJ 1043            | 10 dicembre 1955  | Flavio Ambrosetti New Quartet          | Strike Up The Band/Stella By Starlight            |
| CJ 1044            | 10 dicembre 1955  | Flavio Ambrosetti Quintet              | Gone With The Wind/Happy Little Sunbeam           |

### 78 giri - serie DQ
| Numero di catalogo 1541 | Anno         | Interprete                                              | Titoli                                                               |
| ----------------------- | ------------ | ------------------------------------------------------- | -------------------------------------------------------------------- |
| DQ 3                    | 1930         | Milly                                                   | Biglietto rosa / Verso le tre...                                     |
| DQ 7                    | 1930         | Milly                                                   | La canzone è finita / Tabù                                           |
| DQ 67                   | 1930         | tenore Enzo Fusco                                       | La leggenda del Piave/Soldato ignoto                                 |
| DQ 103                  | 1930         | Sestetto allegro                                        | La bella Tita/Danza ancora                                           |
| DQ 406                  | 1931         | Giuseppe Vicari                                         | Nevicando/Pensiero lontano                                           |
| DQ 534                  | 1932         | Crivel                                                  | Canta lo sciatore/Gioventù                                           |
| DQ 913                  | 1932         | Franco Lary                                             | Dimmi che mai mi lascerai/Tramonto di un sogno                       |
| DQ 1000                 | ?            | Orchestra Godfroy Andolfi                               | Nel giardino di un monastero/In un mercato persiano (Ketelbey)       |
| DQ 1207                 | 1934         | Ester B. Valdes                                         | Don Pedro e donna Pepa/A nanna ci vo da sola                         |
| DQ 1264                 | 1934         | Milly                                                   | Tu sempre tu/Credimi                                                 |
| DQ 1356                 | 1934         | Coro della Sezione Operaia Società Alpinisti Tridentini | Monte Canino/Canzoni trentine                                        |
| DQ 1357                 | 1934         | Coro della Sezione Operaia Società Alpinisti Tridentini | Il testamento del capitano/Sul ciastel de Mirabel                    |
| DQ 1358                 | 1934         | Coro della Sezione Operaia Società Alpinisti Tridentini | Il povero soldato/Gran Dio del cielo                                 |
| DQ 1380                 | 1935         | Carlo Buti                                              | Amore amaro / Violino tzigano                                        |
| DQ 1437                 | 1935         | Ada Algisi                                              | Lo so/Portami via con te                                             |
| DQ 1496                 | 1935         | Lino Carenzio                                           | Non si vive senza amore / Cantante di jazz                           |
| DQ 1497                 | 1935         | Lino Carenzio                                           | Solo così / Pensees innamorate                                       |
| DQ 1528                 | 1936         | Enzo De Muro Lomanto                                    | ‘O mare ‘e Margellina/Canzone a Chiarastella                         |
| DQ 1541                 | 1936         | Carlo Buti                                              | Resta con me/Faccetta nera                                           |
| DQ 1611                 | 1936         | Carlo Buti                                              | Chitarra romana/Luna malinconica                                     |
| DQ 1643                 | 1936         | Crivel                                                  | Adua/Inno marcia per i legionari dell'Africa Orientale               |
| DQ 1658                 | 1936         | Vittorio De Sica                                        | La canzone dei volontari/Oh! Mia vita                                |
| DQ 1664                 | 1936         | Enzo De Muro Lomanto                                    | Era di maggio/Serenata a Surriento                                   |
| DQ 1666                 | 1936         | Ada Algisi                                              | Ma se mi guardi/Villaggio                                            |
| DQ 1762                 | 1936         | Crivel                                                  | Forse mai più/Senti l'eco                                            |
| DQ 1783                 | 1936         | Rodolfo De Angelis                                      | Sanzionami questo/Va fuori d'Italia...(O prodotto stranier)          |
| DQ 1808                 | 1936         | Franco Lary (sul lato A)/Crivel (sul lato B)            | Perché mi hai fatto tanto mal?/Java villereccia                      |
| DQ 1862                 | 1936         | Rodolfo De Angelis                                      | Il mondo che fa?/L'imperatore si confessa                            |
| DQ 1873                 | 1936         | Orchestra Circolo Ambasciata di Milano                  | Crapa pelada                                                         |
| DQ 2127                 | 1937         | Crivel                                                  | Ritorna il legionario/Etiopia                                        |
| DQ 2182                 | 1937         | Carlo Buti e coro                                       | Vivere/Torna Piccina                                                 |
| DQ 2185                 | 1937         | Carlo Buti                                              | Solo tu nel cuore / Nostalgia                                        |
| DQ 2338                 | 1937         | M. Tino Rossi                                           | Romance/Rendez-Moi Mes Montagnes                                     |
| DQ 2341                 | 8 marzo 1937 | Carlo Buti                                              | L'hai voluto te/Non dimenticar le mie parole                         |
| DQ 2416                 | 1937         | Banda Columbia/Grande orchestra sinfonica e coro misto  | Etiopia/Impero                                                       |
| DQ 2496                 | 1937         | Vittorio De Sica                                        | Il ritratto di Ninetta/Serenatella                                   |
| DQ 2511                 | 1937         | Coro scuole professionali soc. umanitaria               | L'eroe di Agos Corarò/Inno al re imperatore                          |
| DQ 2512                 | 1937         | Carlo Buti                                              | La Romanina/Stornelli alla romana                                    |
| DQ 2523                 | 1937         | Tienno Pattacini                                        | Arra, Mazurca / Candore, valzer                                      |
| DQ 2524                 | 1937         | Tienno Pattacini                                        | Pecoraio, paso doble / Oceano, valzer                                |
| DQ 2525                 | 1937         | Tienno Pattacini                                        | Battagliero valzer variato, Strega                                   |
| DQ 2527                 | 1937         | Tienno Pattacini                                        | Romanella mazurca/Vieni al Mare                                      |
| DQ 2745                 | 1938         | Carlo Buti                                              | Cantiamoci sopra/Fazzoletti e zoccoletti                             |
| DQ 2769                 | 1938         | Nino Taranto                                            | Agata/Don Pasquale Ganzio Curcio                                     |
| DQ 2770                 | 1938         | Nino Taranto                                            | Rea confessa/Perdincibacco                                           |
| DQ 2789                 | 1938         | Miriam Ferretti                                         | Partire/Serenata della notte                                         |
| DQ 2860                 | 1938         | Carlo Buti                                              | Settembre ti dirà/Reginella campagnola                               |
| DQ 2869                 | 1938         | Carlo Buti                                              | Per un bacio d'amor / Incantesimo                                    |
| DQ 2871                 | 1938         | I Quattro Nani e Miriam Ferretti (solo sul lato B)      | La tirolese dei nani/Canzone dell'eco - Hei-ho                       |
| DQ 2892                 | 1938         | Myriam Ferretti                                         | Quella certa età/Con te                                              |
| DQ 2894                 | 1939         | Aldo Fabrizi                                            | Il cameriere (dolcezza) - parte I/Il cameriere (dolcezza) - parte II |
| DQ 2904                 | 1939         | Vittorio De Sica                                        | Tarantella nuziale/Una sola parola                                   |
| DQ 2921                 | 1939         | Aldo Fabrizi                                            | Cucuzzella il bagnino/Scenetta comica                                |
| DQ 2933                 | 1939         | Barbara Monis                                           | E poi... / Prima di te nessuna                                       |
| DQ 2934                 |              | Barbara Monis                                           | Felicità / Dammi del tu                                              |
| DQ 3101                 | 1939         | Carlo Buti                                              | Biancaneve/Maria La O                                                |
| DQ 3113                 | 2939         | Carlo Buti                                              | Madonna fiorentina/Fontanella                                        |
| DQ 3148                 | 1939         | Carlo Buti                                              | Rosamaria/Balcone antico                                             |
| DQ 3156                 | 1939         | Mulazzi e la sua Orchestra del Ritrovo Rossi di Torino  | Ah! Giulietta/Per la mia signora                                     |
| DQ 3157                 | 1939         | Mulazzi e la sua Orchestra del Ritrovo Rossi di Torino  | Forse un giorno/Voglio andare a Hollywood                            |
| DQ 3158                 | 1939         | Mulazzi e la sua Orchestra del Ritrovo Rossi di Torino  | Ultime foglie/Luce lontana                                           |
| DQ 3199                 | 1939         | Crivel e coro                                           | I tusan de Milan/El biscela                                          |
| DQ 3288                 | 1940         | Crivel (sul lato A)/Fedora Maxan (sul lato B)           | Pippo non lo sa/Ha i capelli di mammà                                |
| DQ 3292                 | 1940         | Carlo Buti                                              | Andremo a Marechiaro / C'è una chiesetta                             |
| DQ 3365                 | 1940         | Aldo Fabrizi                                            | L'oscuramento (parte 1)/L'oscuramento (parte 2)                      |
| DQ 3366                 | 1940         | Aldo Fabrizi                                            | L'allarme aereo (parte 1)/L'allarme aereo (parte 2)                  |
| DQ 3368                 | 1940         | Jean Sablon                                             | Un Seul Couvert, Please James/Ces Petites Choses                     |
| DQ 3369                 | 1940         | Crivel                                                  | Mister Churchill...come va?/Serenatone (per la perfida Albione)      |
| DQ 3371                 | 1940         | Crivel                                                  | El barbisin/El gagà del Motta                                        |
| DQ 3391                 | 1940         | Lucienne Boyer                                          | Nel fumo (Dans la fumée)/Prendi le mie rose (Prenez mes roses)       |
| DQ 3523                 | 1941         | Carlo Buti                                              | Addio Juna / T'ho vista piangere                                     |
| DQ 3535                 | 1940         | Carlo Buti                                              | La fontana sotto ai pini/Campane fiorentine                          |
| DQ 3540                 | 1940         | Nino Taranto                                            | Ciccio Formaggio/Amore, amore                                        |
| DQ 3638                 | 1942         | Wanda Osiris                                            | Tu musica divina/Vecchia canzone                                     |
| DQ 3668                 | 1943         | Carlo Buti e Coro con Orchestra M° Consiglio            | Voglio Vivere Così / Tu Non Mi Lascerai                              |
| DQ 3669                 | 1942         | Tina Arpisella                                          | Lili Marlen/I tre giganti e la rosa                                  |
| DQ 3740                 | 1942         | Miriam Ferretti Orchestra M° Consiglio                  | Mamma buona notte/Se la radio non ci fosse                           |

### 78 giri - serie GQU
| Numero di catalogo | Anno | Interprete                                    | Titoli                                                               |
| ------------------ | ---- | --------------------------------------------- | -------------------------------------------------------------------- |
| GQU 64             | 1934 | Crivel                                        | Berrettino/Come Mimì                                                 |
| GQU 87             | 1934 | Crivel                                        | Il nostro bambino che piange/Il nostro bambino che parla             |
| GQU 100            |      | Orchestra Ferruzzi                            | Luna Gaucha/Vola e vai...                                            |
| GQU 190            | 1935 | Crivel                                        | Scrivimi/Tango del ritorno                                           |
| GQU 273            | 1939 | Orchestra Ferruzzi                            | Il mio amore un dì verrà/Ehi-Ho! (dal film Biancaneve e i sette nani |
| GQU 306            | 1940 | Crivel (sul lato A)/Pino Coralli (sul lato B) | Passa la diligenza/La mia canzone al vento                           |
| GQU 330            | 1940 | Crivel                                        | C'è una chiesetta/Cuore contro cuore                                 |
| GQU 331            | 1940 | Crivel                                        | Sul campanil del duomo/Cavalluccio va...                             |

### 78 giri - serie GQX
| Numero di catalogo | Anno | Interprete                                         | Titoli |
| ------------------ | ---- | -------------------------------------------------- | --- |
| GQX 10284          | 1943 | Orchestra Sinfonica diretta dal M° Igor Strawinsky | La Sagra della Primavera - P.1a Adorazione della Terra "Preludio"/"Imminenza della Primavera" |
| GQX 10285          | 1943 | Orchestra Sinfonica diretta dal M° Igor Strawinsky | La Sagra della Primavera - P.1a Adorazione della Terra a)"Scena simbolica del rapimento" b) "Danza in onore della primavera"/a) "Comica lotta tra le città rivali" b) "Processione e adorazione" c) "Danza della terra" |
| GQX 10286          | 1943 | Orchestra Sinfonica diretta dal M° Igor Strawinsky | La Sagra della Primavera - P.2a Il Sacrificio "Preludio"/"Mistici circoli di adolescenti" |
| GQX 10287          | 1943 | Orchestra Sinfonica diretta dal M° Igor Strawinsky | La sagra della Primavera - P.2a Il Sacrificio a)"Glorificazione della eletta" b)"Evocazione degli antenati"/"Azione rituale degli antenati"                                                                             |
| GQX 10288          | 1943 | Orchestra Sinfonica diretta dal M° Igor Strawinsky | La Sagra della Primavera - P.2a Il Sacrificio "Danza sacra della eletta" P.1a/"Danza sacra della eletta" P.2a |
| GQX 10720          |      | Willem Mengelberg e l'orchestra Concertgebouw      | Poeta e Contadino Sinfonia Parte I/II |
| GQX 11161          | 1948 | Orch. Sinf. Filarm. di New York M° Artur Rodzinski | Un Americano a Parigi P. 1a/P. 2a |
| GQX 11162          | 1948 | Orch. Sinf. Filarm. di New York M° Artur Rodzinski | Un Americano a Parigi P. 3a/P. 4a |
| GQX 16564          | 1943 | L'Orchestra Hallè diretta da Sir Hamilton Harty    | Kovantscina/Il volo del calabrone |
|                    |      |                                                    | |

### 33 giri - 25 cm - Serie QS
| Numero di catalogo | Anno         | Interprete        | Titoli                                  |
| ------------------ | ------------ | ----------------- | --------------------------------------- |
| QS 6005            | 1955         | Carlo Buti        | Canzoni                                 |
| QS 6013            | Ottobre 1955 | Franco e i "G.5"  | Crociera sud americana                  |
| QS 6024            | 1955         | Marisa Fiordaliso | Marisa Fiordaliso                       |
| QS 6060            | 1956         | Earl Hines        | Piano mood                              |
| QS 6076            | 1956         | Carlo Buti        | Carlo Buti                              |
| QS 6078            | 1956         | Franco e i "G.5"  | Qui Franco e i "G.5"                    |
| QS 6081            | 1956         | Franco e i "G.5"  | Franco e i "G.5" in crociera            |
| QS 6082            | 1956         | Jula de Palma     | Con orchestra diretta da Lelio Luttazzi |
| QS 6086            | 1957         | Franco e i "G.5"  | Cartoline dai tropici                   |
| QS 6087            | 1957         | Jula de Palma     | Strettamente confidenziale              |

### 33 giri - 25 cm - Serie QP
| Numero di catalogo | Anno | Interprete       | Titoli                                 |
| ------------------ | ---- | ---------------- | -------------------------------------- |
| QP 4007            | 1958 | Ugo Calise       | 'na voce, 'na chitarra...              |
| QP 4009            | 1958 | Ugo Calise       | Ugo Calise e la sua chitarra           |
| QP 4027            | 1959 | Franco e i "G.5" | Baila mi cha cha                       |
| QP 4028            | 1959 | Lelio Luttazzi   | Scherzandoci sopra - Classici in swing |
| QP 4029            | 1959 | Franco e i "G.5" | Il calypso                             |
| QP 4030            | 1959 | Jula de Palma    | Quando una ragazza si chiama Jula      |
| QP 4031            | 1959 | Nicola Arigliano | Nicola Arigliano                       |
| QP 4032            | 1959 | Franco e i "G.5" | Arcobaleno                             |
| QP 4036            | 1959 | Nicola Arigliano | Nicola Arigliano                       |
| QP 4037            | 1959 | Nicola Arigliano | Devi ricordare                         |
| QP 4038            | 1960 | Jula de Palma    | Jula de Palma                          |

### 33 giri - 30 cm - QSX
Con questa catalogazione venivano pubblicati in Italia i dischi stranieri
| Numero di catalogo | Anno | Interprete | Titoli              |
| ------------------ | ---- | ---------- | ------------------- |
| QSX 12036          | 1959 | AA.VV.     | My Fair Lady        |
| QSX 12041          | 1959 | Paul Anka  | Paul Anka in Italia |
| QSX 12049          | 1961 | Edith Piaf | Recital 1961        |

### 33 giri - 30 cm - QPX
| Numero di catalogo              | Anno              | Interprete                                                                                      | Titoli                                               |
| ------------------------------- | ----------------- | ----------------------------------------------------------------------------------------------- | ---------------------------------------------------- |
| QPX 8005                        | 1959              | Lelio Luttazzi                                                                                  | Piano In Penombra: Ballate con Gershwin-Rodgers-Kern |
| QPX 8006                        | 1960              | Nicola Arigliano                                                                                | Souvenir d'Italie                                    |
| QPX 8009                        | 1960              | Nicola Arigliano                                                                                | I successi di Nicola Arigliano                       |
| QPX 8013                        | 1961              | Pino Calvi                                                                                      | Motivi Sanremo '61                                   |
| QPX 8015                        | 1961              | Lelio Luttazzi                                                                                  | 30 anni di swing                                     |
| QPX 8016                        | 1961              | Eddie Calvert                                                                                   | The best of                                          |
| QPX 8018                        | 1961              | Franco Cerri                                                                                    | International Jazz Meeting                           |
| QPX 8022                        | 1962              | Pino Calvi                                                                                      | Tutto Sanremo 1962                                   |
| QPX 8023                        | 1962              | Franco e i "G.5"                                                                                | 14 cha cha cha                                       |
| QPX 8024                        | 1962              | Cliff Richard                                                                                   | To my Italian friends                                |
| QPX 8028                        | 1962              | Nicola Arigliano                                                                                | Uno che sta pensando a te                            |
| QPX 8040                        | 1962              | Cliff Richard                                                                                   | Ascoltate                                            |
| QPX 8043                        | 1963              | Franco Cerri                                                                                    | Bossa nova                                           |
| QPX 8049                        | 1963              | Édith Piaf                                                                                      | Edith Piaf                                           |
| QPX 8055                        | 1964              | Nicola Arigliano                                                                                | Cantatutto                                           |
| QPX 8056                        | 1964              | The Golden Gate Quarte                                                                          | Spiritual                                            |
| QPX 8059                        | 1964              | Franco Cerri                                                                                    | Chitarra                                             |
| QPX 8061                        | 1964              | Franco e i "G.5"                                                                                | Vacanze ai tropici                                   |
| QPX 8065                        | 1964              | Autori vari (Salvatore Adamo, Richard Anthony, Dick Rivers, Alice Dona, Gilbert Bécaud e altri) | Un juke-box sur le quai de la Seine n° 3             |
| QPX 8066                        | 1964              | Pino Calvi                                                                                      | Motivi da films                                      |
| QPX 8073                        | 1964              | Silverio Pisu                                                                                   | Ballate di ieri, ballate di oggi                     |
| QPX 8075                        | 11 febbraio 1965  | I Gufi                                                                                          | Milano canta                                         |
| QPX 8076                        | 1965              | The Animals                                                                                     | The Animals                                          |
| QPX 8077                        | 1965              | Richard Anthony                                                                                 | Richard Anthony                                      |
| QPX 8078                        | 1965              | The Shadows                                                                                     | Hallo                                                |
| QPX 8082                        | 1965              | Carlo Buti                                                                                      | Sul Lungarno                                         |
| QPX 8083                        | 1965              | Carlo Buti                                                                                      | Nostalgico show                                      |
| QPX 8087                        | 1965              | Autori vari (Salvatore Adamo, Richard Anthony, Sacha Distel e altri)                            | Un juke-box sur le quai de la Seine n° 4             |
| QPX 8088                        | 20 settembre 1965 | I Gufi                                                                                          | Il cabaret dei Gufi                                  |
| QPX 8093                        | 17 dicembre 1965  | I Gufi                                                                                          | I Gufi cantano due secoli di resistenza              |
| QPX 8094                        | 3 gennaio 1966    | I Gufi                                                                                          | Il teatrino dei Gufi                                 |
| QPX 8097                        | 1966              | Nicholas Albert                                                                                 | In Milan                                             |
| QPX 8100                        | 1966              | I Gufi                                                                                          | Milano canta n° 2                                    |
| CPSQ 502                        | 1966              | Esecutori vari                                                                                  | Sole e musica n° 1                                   |
| CPSQ 504 (ristampa di QPX 8082) | 1966              | Carlo Buti                                                                                      | Sul Lungarno                                         |
| CPSQ 505                        | 1966              | The Seekers                                                                                     | A word of our own                                    |
| CPSQ 508                        | 1966              | The Dave Clark Five                                                                             | Catch us if you can                                  |
| CPSQ 514                        | 1966              | Esecutori vari                                                                                  | Special for teens n° 2                               |
| CPSQ 516                        | 1966              | Original Lambro jazz band                                                                       | Italian Jazz of the roaring 50 s'                    |
| CPSQ 517 (ristampa di QPX 8075) | 1966              | I Gufi                                                                                          | Milano canta                                         |
| CPSQ 518 (ristampa di QPX 8100) | 1966              | I Gufi                                                                                          | Milano canta n° 2                                    |
| SPSQ 519 (ristampa di QPX 8088) | 1966              | I Gufi                                                                                          | Il cabaret dei Gufi                                  |
| CPSQ 520 (ristampa di QPX 8093) | 1966              | I Gufi                                                                                          | I Gufi cantano due secoli di resistenza              |
| CPSQ 521 (ristampa di QPX 8094) | 1966              | I Gufi                                                                                          | Il teatrino dei Gufi                                 |
| CPSQ 522                        | 1966              | I Gufi                                                                                          | Il teatrino dei Gufi n°. 2                           |
| CPSQ 530                        | 1967              | I Nomadi                                                                                        | Per quando noi non ci saremo                         |
| CPSQ 532                        | 1967              | I Gufi                                                                                          | Il cabaret dei Gufi n. 2                             |
| CPSQ 533                        | 1967              | I Gufi                                                                                          | Il teatrino dei Gufi in TV                           |
| CPSQ 535                        | 1967              | I Gufi                                                                                          | Non so non ho visto se c'ero dormivo                 |
| CPSQ 536                        | 1968              | I Gufi                                                                                          | Milano canta n°. 3                                   |
| CPSQ 537                        | 1968              | Enrico Intra                                                                                    | Sanremo '68                                          |
| CPSQ 541                        | 1968              | I Gufi                                                                                          | Il cabaret dei Gufi, vol. 3                          |
| CPSQ 544                        | 1969              | I Gufi                                                                                          | Non spingete, scappiamo anche noi                    |

### EP - serie SEDQ
| Numero di catalogo | Anno             | Interprete       | Titoli                                             |
| ------------------ | ---------------- | ---------------- | -------------------------------------------------- |
| SEDQ 502           | 1953             | Carlo Buti       | Carlo Buti e la sua chitarra                       |
| SEDQ 505           | 1954             | Pino Calvi       | Pianoforte e ritmi                                 |
| SEDQ 601           | 1955             | Franco e i "G.5" | Franco e i "G.5"                                   |
| SEDQ 624           | 1956             | Franco e i "G.5" | Franco e i "G.5"                                   |
| SEDQ 625           | 1956             | Franco e i "G.5" | Cha cha cha                                        |
| SEDQ 643           | 1957             | Franco e i "G.5" | La nueva culeta                                    |
| SEDQ 644           | 1957             | Franco e i "G.5" | Franco e i "G.5"                                   |
| SEDQ 650           | 1957             | Amália Rodrigues | Uma Casa Portuguesa/Coimbra/Doce Cascabeles/Lerele |
| SEDQ 655           | 11 febbraio 1957 | Franco e i "G.5" | Brazil                                             |

### EP - serie SEMQ
| Numero di catalogo | Anno              | Interprete                                                           | Titoli                                                                                  |
| ------------------ | ----------------- | -------------------------------------------------------------------- | --------------------------------------------------------------------------------------- |
| SEMQ 10            | 1956              | Enzo Amadori                                                         | Ricordo di Venezia                                                                      |
| SEMQ 25            | 1957              | Jula de Palma                                                        | Jula de Palma interprete originale al VII Festival - S.Remo 1957                        |
| SEMQ 26            | 1957              | Jula de Palma                                                        | Jula de Palma                                                                           |
| SEMQ 28            | 1957              | Franco e i "G.5"                                                     | Franco e i "G.5". Canta Guido Lamorgese                                                 |
| SEMQ 31            | 1957              | Franco e i "G.5"                                                     | Notte cubana                                                                            |
| SEMQ 40            | 8 giugno 1957     | Carlo Pierangeli con il Trio Aurora ed il complesso di Gianni Armand | Ciao Turin n° 1                                                                         |
| SEMQ 41            | 8 giugno 1957     | Carlo Pierangeli con il Trio Aurora ed il complesso di Gianni Armand | Ciao Turin n° 2                                                                         |
| SEMQ 46            | 1957              | Franco e i "G.5"                                                     | Calypso                                                                                 |
| SEMQ 63            | Marzo 1958        | Franco e i "G.5"                                                     | Per ore ed ore...                                                                       |
| SEMQ 65            | Marzo 1958        | Franco e i "G.5"                                                     | Franco e i "G.5"                                                                        |
| SEMQ 76            | Giugno 1958       | Franco e i "G.5"                                                     | Quando il calypso va a Napoli                                                           |
| SEMQ 79            | Luglio 1958       | Franco e i "G.5"                                                     | Calypso                                                                                 |
| SEMQ 80            | Agosto 1958       | Franco e i "G.5"                                                     | Franco e i "G.5" presenta la voce di Gian Costello                                      |
| SEMQ 81            | Settembre 1958    | Jula De Palma                                                        | Jula De Palma in Jazz                                                                   |
| SEMQ 85            | 1958              | Lelio Luttazzi                                                       | Luttazzi suona Gershwin                                                                 |
| SEMQ 89            | 16 settembre 1958 | Nicola Arigliano                                                     | Angel Eyes                                                                              |
| SEMQ 90            | Ottobre 1958      | Franco e i "G.5"                                                     | 4 canzoni d'amore                                                                       |
| SEMQ 93            | Novembre 1958     | Franco e i "G.5"                                                     | 40° all'ombra                                                                           |
| SEMQ 94            | Novembre 1958     | Franco e i "G.5"                                                     | Un fiorentino a Napoli                                                                  |
| SEMQ 100           | 1959              | Secondo Casadei e la Sua Orchestra                                   | Souvenir di Riccione                                                                    |
| SEMQ 105           | 1959              | Franco e i "G.5"                                                     | Una donna in ogni porto                                                                 |
| SEMQ 106           | 1959              | Franco e i "G.5"                                                     | Hula hoop                                                                               |
| SEMQ 108           | 1959              | Jula de Palma                                                        | Tua                                                                                     |
| SEMQ 111           | 1959              | Franco e i "G.5"                                                     | Occasione!4 cha cha cha con i Franco e i "G.5"                                          |
| SEMQ 114           | 1959              | Nicola Arigliano                                                     | Festival del jazz- Sanremo 1959                                                         |
| SEMQ 115           | 1959              | Nicola Arigliano                                                     | Un giorno ti dirò/Le tue mani/Devi ricordare/Nebbia                                     |
| SEMQ 123           | 1959              | Carlo Buti                                                           | Nostalgia d'amore                                                                       |
| SEMQ 124           | 1959              | Carlo Buti                                                           | Firenze sogna                                                                           |
| SEMQ 126           | Luglio 1959       | Franco e i "G.5"                                                     | Il cha cha cha è quella cosa                                                            |
| SEMQ 127           | Luglio 1959       | Franco e i "G.5"                                                     | Facciamole così                                                                         |
| SEMQ 128           | Luglio 1959       | Franco e i "G.5"                                                     | Cuba, la luna e tu                                                                      |
| SEMQ 129           | Luglio 1959       | Franco e i "G.5"                                                     | Vino, donne e cha cha cha                                                               |
| SEMQ 133           | 1959              | Nicola Arigliano                                                     | I Sing "Ammore"/Freddo/Nessuno ha mai visto/Amorevole                                   |
| SEMQ 139           | 1959              | Paul Anka                                                            | Sing Sing Sing                                                                          |
| SEMQ 144           | Ottobre 1959      | Franco e i "G.5"                                                     | Ecco il merengue                                                                        |
| SEMQ 150           | 1959              | Nicola Arigliano                                                     | Come un angelo/Non sei bellissima/La primavera somiglia a te/Mio impossibile amore      |
| SEMQ 157           | 1960              | Franco e i "G.5"                                                     | Cha cha ra cha cha...cha cha!                                                           |
| SEMQ 159           | 1960              | Paul Anka                                                            | It's Time To Cry                                                                        |
| SEMQ 163           | Giugno 1960       | Franco e i "G.5"                                                     | Mi amigo Franco G.5                                                                     |
| SEMQ 168           | 1960              | Secondo Casadei e il Suo Complesso                                   | Souvenir di San Marino                                                                  |
| SEMQ 185           | 1960              | Paul Anka                                                            | It's Christmas Everywhere                                                               |
| SEMQ 201           |                   | Carlo Buti                                                           | Stornelli fiorentini (4 brani)                                                          |
| SEMQ 205           |                   | Carlo Buti                                                           | Stornelli fiorentini (3 brani)                                                          |
| SEMQ 212           | 1961              | Silvana Sevà                                                         | Un prato quadrato/Makin' love/Luna di lana/Wendy, Wendy                                 |
| SEMQ 213           | 1961              | Secondo Casadei e il Suo Complesso                                   | Souvenir di Faenza                                                                      |
| SEMQ 214           | 1961              | Lelio Luttazzi                                                       | Canto/Incredibile amore/Rabarbaro blues/Senza cerini                                    |
| SEMQ 216           | 1961              | Enrico Intra                                                         | Vetri/Sono al bar                                                                       |
| SEMQ 217           | 1961              | Nicola Arigliano                                                     | Romantico amore/Mister amore/Amor/Ciao lover                                            |
| SEMQ 221           | 1961              | Nicola Arigliano                                                     | Bianco Natale/Buon Natale all'italiana/Natale mi porterà/C'ers una volta...un cerbiatto |
| SEMQ 270           | 1963              | Roberto Bi                                                           | Va' Longobardo/Vorrei tanto/Scheletri/Quando sarò                                       |

### 45 giri - Serie SCDQ
| Numero di catalogo | Anno | Interprete                    | Titoli                      |
| ------------------ | ---- | ----------------------------- | --------------------------- |
| SCDQ 2055          | 1956 | Franco e i "G.5"              | Maria Cristina/Tumbanito    |
| SCDQ 2092          | 1960 | Rosanna Carteri al Musichiere | Quando vien la sera/E' vero |
| SCDQ 2099          | 1961 | Édith Piaf                    | Hymne à l'amour/Mea culpa   |

### 45 giri etichetta - Serie SCMQ
| Numero di catalogo | Anno              | Interprete                                                               | Titoli                                                                    |
| ------------------ | ----------------- | ------------------------------------------------------------------------ | ------------------------------------------------------------------------- |
| SCMQ 1026          | 8 giugno 1956     | Piero Trombetta e la sua Orchestra Tipica (con Coro)                     | Caminito/Tango delle rose                                                 |
| SCMQ 1027          | 1956              | Marisa Fiordaliso                                                        | La luna/La luna nel rio                                                   |
| SCMQ 1044          | 1956              | Lelio Luttazzi                                                           | Musetto/Guaglione                                                         |
| SCMQ 1053          | 1956              | Jula de Palma                                                            | Perché tu non vuoi/Domani                                                 |
| SCMQ 1076          | 1957              | Jula de Palma                                                            | Piccolissima serenata/Un nome sei tu                                      |
| SCMQ 1080          | 1957              | Paul Anka                                                                | Diana/Don't gamble with love                                              |
| SCMQ 1087          | 1958              | Franco e i "G.5"                                                         | Little darling/Calypso italiano                                           |
| SCMQ 1088          | 1958              | Piero Trombetta                                                          | Jalousie/La Cumparsita                                                    |
| SCMQ 1088          | 1958              | Piero Trombetta                                                          | Canaria/Vecchia luna                                                      |
| SCMQ 1093          | 1958              | Nicola Arigliano                                                         | Nel blu dipinto di blu/Fantastica                                         |
| SCMQ 1094          | 1958              | Nicola Arigliano                                                         | Simpatica/Passa una nuvola in ciel                                        |
| SCMQ 1100          | 1958              | Nicola Arigliano                                                         | Il sole nel cuore/Addio, amore!                                           |
| SCMQ 1101          | 1958              | Nicola Arigliano                                                         | Fantastica/Simpatica                                                      |
| SCMQ 1108          | 1958              | Nicola Arigliano                                                         | Come prima/Boccuccia di rosa                                              |
| SCMQ 1110          | 1958              | Nicola Arigliano                                                         | Strada 'nfosa/Resta cu mme                                                |
| SCMQ 1111          | 1958              | Franco e i "G.5"                                                         | Bernardine/April Love                                                     |
| SCMQ 1112          | 1958              | Jula de Palma                                                            | Prendi quella stella/Selvaggio è il vento                                 |
| SCMQ 1118          | 1958              | Franco e i "G.5"                                                         | Strada 'nfosa/Come prima                                                  |
| SCMQ 1139          | 1958              | Franco e i "G.5"                                                         | Non partir/T'ho vista piangere                                            |
| SCMQ 1173          | 1959              | Nicola Arigliano                                                         | Io sono il vento/Partir con te                                            |
| SCMQ 1190          | 1959              | Franco e i "G.5"                                                         | Farfalle/Tom Dooley                                                       |
| SCMQ 1194          | 1959              | Nicola Arigliano                                                         | Un sogno di cristallo/Alle cascate del Niagara                            |
| SCMQ 1201          | 1959              | Carlo Pierangeli (sul lato A)/I Radio Boys con Carlo Savina (sul lato B) | Piemontesina/Quand ch'i j'ero a Pampalù                                   |
| SCMQ 1202          | 1959              | Piero Trombetta                                                          | Kriminal tango/El mundo                                                   |
| SCMQ 1211          | 1959              | Nicola Arigliano                                                         | Amorevole/I Sing "Ammore"                                                 |
| SCMQ 1215          | 1959              | Pino Donaggio                                                            | Ho Paura/La notte verrà                                                   |
| SCMQ 1239          | 1959              | Franco e i "G.5"                                                         | Storia di un amore/T'ho scritto tante volte                               |
| SCMQ 1250          | 1959              | Piero Trombetta                                                          | Tortorella Glu-Glu-Glu/Todos amigos                                       |
| SCMQ 1259          | 1959              | Secondo Casadei                                                          | Rondinella/Dolore                                                         |
| SCMQ 1262          | 1959              | Pino Donaggio                                                            | Angelica/La notte verrà                                                   |
| SCMQ 1271          | 1959              | Paul Anka                                                                | Put your head on my shoulder/Don't ever leave me                          |
| SCMQ 1272          | 1959              | Franco e i "G.5"                                                         | Dracula cha-cha/La empalizà                                               |
| SCMQ 1280          | 1959              | Nicola Arigliano                                                         | Incantevole/Was it you (dal film I Magliari                               |
| SCMQ 1285          | 1959              | Jula de Palma                                                            | Lasciatemi sognare/Illudimi ancora                                        |
| SCMQ 1290          | 1959              | Nicola Arigliano                                                         | Arrivederci/Nella nebbia                                                  |
| SCMQ 1294          | 1959              | Tiola Silenzi e Fulvio Pazzaglia                                         | Chiesetta alpina/Mattinata fiorentina                                     |
| SCMQ 1301          | 1960              | Nicola Arigliano                                                         | Amami/Ho bisogno d'amore (All I want is some love)                        |
| SCMQ 1304          | 1960              | Pino Donaggio                                                            | Dormi fra le mie braccia/ No, no mai                                      |
| SCMQ 1306          | 1960              | Jula de Palma                                                            | Notte mia/Amore abisso dolce                                              |
| SCMQ 1308          | 1960              | Eddie Calvert con N. Paramor e la sua orchestra                          | Gillie/ Morgen ("One more sunrise")                                       |
| SCMQ 1326          | 1960              | Nicola Arigliano                                                         | You and me/Solo... vado!                                                  |
| SCMQ 1327          | 1960              | Nicola Arigliano                                                         | Plenilunio/Permette signorina                                             |
| SCMQ 1335          | 1960              | Franco e i "G.5" canta Gian Costello                                     | Finisce sempre così/Sandy                                                 |
| SCMQ 1340          | 1960              | Jacqueline Boyer / François Deguelt                                      | Tom Pillibi/Ce soir la'                                                   |
| SCMQ 1341          | 1960              | Secondo Casadei                                                          | Adriana/Alla fiora                                                        |
| SCMQ 1346          | 1960              | Tosca Pacini                                                             | Si/Poinciana                                                              |
| SCMQ 1353          | 1960              | Secondo Casadei                                                          | Riviera romagnola/San Marino Good Bye                                     |
| SCMQ 1357          | 1960              | Nicola Arigliano                                                         | Impossibile/Giro, giro                                                    |
| SCMQ 1359          | 1960              | Nicola Arigliano                                                         | Sentimentale/Lydia                                                        |
| SCMQ 1365          | 1960              | Angelo Cecchelin                                                         | Una questione ereditaria/L'amor in brodo de barzelete                     |
| SCMQ 1368          | 1960              | Paul Anka                                                                | My home town/Melodie d'amour                                              |
| SCMQ 1369          | 1960              | Pino Calvi con Orchestra d'Archi                                         | Il nostro concerto/Stelle cadenti                                         |
| SCMQ 1370          | 1960              | Pino Donaggio                                                            | Mi piace vivere così/Sulla verde terra                                    |
| SCMQ 1385          | 1960              | I Discoboli                                                              | Il trenino dell'amore/Lia                                                 |
| SCMQ 1397          | 1960              | Orchestra Angelo Giacomazzi                                              | Can-Can/Entr'acte                                                         |
| SCMQ 1398          | 1960              | Franco e i "G.5"                                                         | Cha cha cha de las segretarias/Tu sei bella                               |
| SCMQ 1399          | 1960              | Franco e i "G.5"                                                         | Bongo cha cha cha/Buonanotte Valentina                                    |
| SCMQ 1403          | 1960              | Paul Anka                                                                | Summer's Gone/Dove sei'                                                   |
| SCMQ 1408          | 1960              | Vincenzo Perugini e il suo Quartetto Silano                              | Vieni in Calabria/Salute paisà                                            |
| SCMQ 1410          | 1960              | Vincenzo Perugini e il suo Quartetto Silano                              | Fatti l'affari tui/Trionfi l'allegria                                     |
| SCMQ 1416          | 1960              | Enrico Intra                                                             | Sono al bar/Moon shine                                                    |
| SCMQ 1420          | 1960              | Riccardo Rauchi e la sua orchestra - Canta Riccardo Del Turco            | Non sembra vero/L'amore                                                   |
| SCMQ 1421          | 1960              | I Discoboli                                                              | Baci e cha-cha-cha/Se una stella ('If you make a wish')                   |
| SCMQ 1430          | 1960              | Nicola Arigliano                                                         | Amor/Meravigliosa                                                         |
| SCMQ 1439          | 1961              | Silvana Sevà                                                             | Luna di lana/Un prato quadrato                                            |
| SCMQ 1441          | 1961              | Pino Donaggio                                                            | Come sinfonia/Il cane di stoffa                                           |
| SCMQ 1465          | 1961              | Pino Donaggio                                                            | Tu sai/Villaggio sul fiume                                                |
| SCMQ 1468          | 1961              | Franco Cerri                                                             | I magnifici sette/Pepe                                                    |
| SCMQ 1475          | 1961              | Nicola Arigliano                                                         | Romantico amore/Mister amore                                              |
| SCMQ 1477          | 1961              | Lelio Luttazzi                                                           | Canto (anche se sono stonato)/Senza cerini                                |
| SCMQ 1479          | 1961              | Lill Jorgen                                                              | Surrender/Heimat, Deine Sterne                                            |
| SCMQ 1481          | 1961              | The Shadows                                                              | Back Home/The Frightened Citymore/Mister amore                            |
| SCMQ 1482          | 1961              | Vincenzo Perugini e il suo Quartetto Silano                              | 'A Mazurca d''u cumpari/Vienitinni                                        |
| SCMQ 1500          | 1961              | Alceo Guatelli e i suoi Discoboli                                        | Pupa bella/...ma il toro non sbagliò!                                     |
| SCMQ 1508          | 1961              | Secondo Casadei                                                          | Mamma mia mamma/In bocca al lupo                                          |
| SCMQ 1517          | 1961              | Pino Donaggio                                                            | Pera matura/Benvenuti a Venezia                                           |
| SCMQ 1528          | 1961              | Lelio Luttazzi                                                           | Chiedimi tutto/Legata a uno scoglio                                       |
| SCMQ 1535          | 1961              | Nicola Arigliano                                                         | Ciao lover/E' quasi l'alba                                                |
| SCMQ 1538          | 1961              | Franco e i "G.5"                                                         | Brigitte Bardot/La ragnatela                                              |
| SCMQ 1545          | 22 dicembre 1961  | Orchestra Angelo Giacomazzi                                              | Luna cinese (China moon)/Love theme from "El Cid"                         |
| SCMQ 1550          | 1961              | Elvio Favilla                                                            | Che brivido ragazzi!/Sarò come tu sei                                     |
| SCMQ 1553          | 1961              | Secondo Casadei e il suo Complesso, cantano P.Flamigni e A.Tamburino     | Ritorna a Rimini/Marcellina                                               |
| SCMQ 1571          | 1962              | The Shadows                                                              | Wonderful land/Stars fell on stockton                                     |
| SCMQ 1573          | 1962              | Cliff Richard                                                            | How wonderful to know (Anema e core)/50 tears for every kiss (Bella)      |
| SCMQ 1576          | 4 aprile 1962     | Pino Calvi, pianoforte e orchestra                                       | Tenera è la notte/Lisbona di notte                                        |
| SCMQ 1583          | 30 aprile 1962    | Rosella Masseglia Natali                                                 | Bàseme/La Paloma                                                          |
| SCMQ 1590          | 1962              | Nicola Arigliano                                                         | I remember l'ammore/Un posto tranquillo                                   |
| SCMQ 1606          | 1962              | Pino Calvi                                                               | Tonight/Maria                                                             |
| SCMQ 1607          | 1962              | Secondo Casadei                                                          | Novembre/Il piffero                                                       |
| SCMQ 1614          | 20 settembre 1962 | Nicola Arigliano                                                         | Hey!/Non importa quando                                                   |
| SCMQ 1634          | 1963              | Enrico Intra                                                             | Quella/Pigro mattino                                                      |
| SCMQ 1645          | 1963              | Pino Donaggio                                                            | Giovane giovane/Una casa d'argento                                        |
| SCMQ 1653          | 12 marzo 1963     | Rosella Masseglia Natali                                                 | Ay ay che luna/La storia di un no                                         |
| SCMQ 1660          | 1963              | Franco Nebbia                                                            | Sirena cha cha cha/Chanson pour pastachutte                               |
| SCMQ 1663          | 1963              | Secondo Casadei                                                          | Viva Panbianco/Villanella                                                 |
| SCMQ 1673          | 3 maggio 1963     | Enrico Intra                                                             | Se mi vuoi/Lei non è così                                                 |
| SCMQ 1674          | 1963              | Rosella Masseglia Natali                                                 | La canzone che piaceva a te/Un messicano                                  |
| SCMQ 1677          | 1963              | Franco Cerri                                                             | Blues bossa nova/Bossa nova USA                                           |
| SCMQ 1679          | 29 maggio 1963    | Franco e i "G.5"                                                         | Antonella/Ah!Li galli                                                     |
| SCMQ 1682          | 1963              | Nicola Arigliano                                                         | Solo un'estate/E poi...                                                   |
| SCMQ 1684          | 1963              | Angelo Cecchelin                                                         | Aventura che nassi/El medico                                              |
| SCMQ 1685          | 1963              | Angelo Cecchelin                                                         | Case in condominio/Le due mogli                                           |
| SCMQ 1686          | 1963              | Angelo Cecchelin                                                         | Le tre comari/El nostro tram                                              |
| SCMQ 1690          | 1963              | Ugo Calise                                                               | E poi.../Adios Brazil                                                     |
| SCMQ 1692          | 1963              | Richard Anthony                                                          | E il treno va/Per questa volta                                            |
| SCMQ 1697          | 1963              | Egle ed Alfredo Sacchetti                                                | Hey!Paula/le cose che ci separano                                         |
| SCMQ 1703          | 1963              | Nino Taranto                                                             | Quagliarulo se ne va!/Come son nervoso                                    |
| SCMQ 1708          | 1963              | Pino Donaggio                                                            | La scaletta/Un'isola per noi innamorati                                   |
| SCMQ 1712          | 1963              | Angelo Cecchelin                                                         | La segnorina/Commesso viaggiatore                                         |
| SCMQ 1713          | 1963              | Angelo Cecchelin                                                         | Lascia o raddoppia/Nando Baul il dotto                                    |
| SCMQ 1714          | 1963              | Angelo Cecchelin                                                         | Incontri stradaioli/I due vedovi                                          |
| SCMQ 1715          | 1963              | Angelo Cecchelin                                                         | Scenette in pretura/Pater et filia                                        |
| SCMQ 1716          | 1963              | Giovani Giovani                                                          | Rita/La rapina                                                            |
| SCMQ 1720          | 1963              | Roberto Bi                                                               | Quando sarò/Vorrei tanto                                                  |
| SCMQ 1731          | 1964              | The Village Stompers                                                     | Washington square/The poet and the prophet                                |
| SCMQ 1743          | 1964              | Giovani Giovani                                                          | Bimba/Mai piangerai/Eta Beta                                              |
| SCMQ 1752          | 1964              | Richard Anthony                                                          | Cin cin/Un momento ancora                                                 |
| SCMQ 1750          | 1964              | Nicola Arigliano                                                         | 20 Kilometri al giorno/Ho venduto il mondo                                |
| SCMQ 1758          | 1964              | Nicola Arigliano                                                         | Il cuore a S.Francisco/Geraldine                                          |
| SCMQ 1759          | 1964              | Giovani Giovani                                                          | Una ragazza diversa/Ma voglio solo te                                     |
| SCMQ 1766          | 1964              | Milly Nobili                                                             | E' l'uomo per me/La tua faccia                                            |
| SCMQ 1767          | 1964              | Pino Donaggio                                                            | Quando è sera/Non vado a quella festa                                     |
| SCMQ 1769          | 1964              | Secondo Casadei                                                          | Buona fortuna/Angelo effe                                                 |
| SCMQ 1783          | 1964              | Roberto Bi                                                               | Và Longobardo!/Il mio caro canguro                                        |
| SCMQ 1789          | 21 maggio 1964    | Pino Donaggio                                                            | Capirai/Un chiodo fisso                                                   |
| SCMQ 1790          | 1964              | Franco e i "G.5"                                                         | Mamma che bagno/O Trem O Lele                                             |
| SCMQ 1791          | 1964              | Richard Anthony                                                          | La mia festa/Il mio mondo                                                 |
| SCMQ 1795          | 1964              | Milly Nobili                                                             | Non mi avrai/Mai rivivrà                                                  |
| SCMQ 1796          | 1964              | Paul Zarino                                                              | L'unica al mondo/Non parlarmi più di lei                                  |
| SCMQ 1797          | 1964              | Mary Blu                                                                 | Non sei più mio/Un amore inutile                                          |
| SCMQ 1799          | 1964              | Ambra Massimo                                                            | Ditemi chi è/Cosa dici di me                                              |
| SCMQ 1801          | 1965              | Daniele Silvestri                                                        | Non sono un bambino/Tu che sai tutto                                      |
| SCMQ 1809          | 1965              | Ambra Massimo                                                            | El Guggia/Facia de malmostos                                              |
| SCMQ 1816          | 1965              | Evy Damiano                                                              | Io lo so/La tartaruga                                                     |
| SCMQ 1821          | 1965              | Ria Bartok                                                               | Anche se mi lascerai/E' un bugiardo                                       |
| SCMQ 1826          | 1965              | Richard Anthony                                                          | Piangi/Di fronte all'amore                                                |
| SCMQ 1835          | 1965              | Giovani Giovani                                                          | Devo dimenticare/Cosa mai succede                                         |
| SCMQ 1836          | 1965              | Pino Donaggio                                                            | Pensa solo a me/Sulla sabbia                                              |
| SCMQ 1848          | 1965              | I Gufi                                                                   | La balilla/Porta Romana                                                   |
| SCMQ 1855          | 1965              | Secondo Casadei                                                          | Non c'è pace fra gli ulivi/Baciatevi nel tango                            |
| SCMQ 1862          | 1965              | Daniele Silvestri                                                        | Perché l'hai fatto/E' per te                                              |
| SCMQ 1868          | 1965              | Franco e i "G.5"                                                         | Tempo di blue beat/Perché non torni?                                      |
| SCMQ 1871          | 1965              | Richard Anthony                                                          | Le ragazze d'oggi/Se hai bisogno di un amico                              |
| SCMQ 1878          | 20 settembre 1965 | I Gufi                                                                   | Il cimitero è meraviglioso/Si può morire                                  |
| SCMQ 1879          | 1965              | Evi Damiano                                                              | Non per me/Tartaruga                                                      |
| SCMQ 1880          | 1965              | Daniele Silvestri                                                        | Quando l'amore finisce/Canto e sorrido                                    |
| SCMQ 1885          | 1965              | I Gufi                                                                   | E mi la dona biunda/L'è tri di ch'el piov el fioca                        |
| SCMQ 1886          | 1965              | I Gufi                                                                   | La circunvallazion/A l'era saber sera                                     |
| SCMQ 1887          | 1965              | I Gufi                                                                   | Piazza fratelli Bandiera/Ghe ammo un qualvun                              |
| SCMQ 1888          | 1965              | I Gufi                                                                   | Il neonato/Va Longobardo                                                  |
| SCMQ 1891          | 1965              | Nomadi                                                                   | Donna la prima donna/Giorni tristi                                        |
| SCMQ 1899          | 1966              | I Gufi                                                                   | Il bassotto/Il mio caro canguro                                           |
| SCMQ 1900          | 1966              | I Gufi                                                                   | Io vado in banca/La ballata dei Gufi                                      |
| SCMQ 1915          | 1966              | Ettore Lombardi                                                          | Pronto.../Morire d'amore                                                  |
| SCMQ 1926          | 1966              | Nomadi                                                                   | Come potete giudicar/Racconta tutto a me                                  |
| SCMQ 1929          | 1966              | François Deguelt                                                         | Il cielo, il sole, il mare/Fino a Venezia                                 |
| SCMQ 1930          | 1966              | Giorgio Davide                                                           | Giusto!/Vai già via                                                       |
| SCMQ 1935          | 3 aprile 1966     | Pino Donaggio                                                            | Svegliati amore/Io mi domando                                             |
| SCMQ 1936          | 19 aprile 1966    | I Trolls                                                                 | Dietro la nebbia/Questa sera                                              |
| SCMQ 1939          | 1966              | Giovani Giovani                                                          | Fermaci se vuoi/Vai vai                                                   |
| SCMQ 7003          | 1966              | Tereza                                                                   | Più d'ogni cosa / Dammi un po' d'amor                                     |
| SCMQ 7006          | 1966              | Nomadi                                                                   | Come potete giudicar/La mia libertà                                       |
| SCMQ 7007          | 16 giugno 1966    | Chris                                                                    | Baby flamingo/Voglio pensare a me                                         |
| SCMQ 7010          | 1966              | I Trolls                                                                 | Cherish/Quando tornerò                                                    |
| SCMQ 7013          | 1966              | I Memphis                                                                | Gli amici miei/Come il tempo                                              |
| SCMQ 7014          | 1966              | Nico                                                                     | Signori cantanti/Che vita è questa qua                                    |
| SCMQ 7021          | 1966              | Nomadi                                                                   | Noi non ci saremo/Un riparo per noi                                       |
| SCMQ 7021          | 1966              | Nomadi                                                                   | Noi non ci saremo/Spegni quella luce                                      |
| SCMQ 7026          | 1967              | David & Jonathan                                                         | Innamorati unitevi/Non dite il nome                                       |
| SCMQ 7040          | 1967              | Tereza Kesovija                                                          | Cara felicità (This is my song)/Ed è per te                               |
| SCMQ 7042          | 1967              | I Gufi                                                                   | Parlerà o non parlerà/Ferriera                                            |
| SCMQ 7046          | 1967              | Nomadi                                                                   | Dio è morto (se Dio muore, è per tre giorni poi risorge)/Per fare un uomo |
| SCMQ 7047          | 1967              | David & Jonathan                                                         | La Compagnia del Larallalà/Tu cambi idea                                  |
| SCMQ 7049          | 1967              | I Memphis                                                                | Che farò/Sono una roccia                                                  |
| SCMQ 7050          | 1967              | Nico                                                                     | Segui la fila/La mia testa                                                |
| SCMQ 7051          | 1967              | Franca Mazzola                                                           | Quand s'eri giuvina/El gandola                                            |
| SCMQ 7052          | 8 maggio 1967     | I Gufi                                                                   | La balilla n° 2/Porta Romana n° 2                                         |
| SCMQ 7060          | 1967              | I Gufi                                                                   | Giochi d'estate/Evviva il mondo beat                                      |
| SCMQ 7066          | 1967              | Pink Floyd                                                               | See Emily Play/The Scarecrow                                              |
| SCMQ 7068          | 1967              | David & Jonathan                                                         | Abbiamo tanto tempo/La Compagnia del Larallalà                            |
| SCMQ 7070          | 26 settembre 1967 | I Gufi                                                                   | Soldati a me/Non maledire questo nostro tempo                             |
| SCMQ 7076          | 1967              | Nomadi                                                                   | Un figlio dei fiori non pensa al domani/Vola bambino                      |
| SCMQ 7082          | 1968              | Giusy Romeo                                                              | No amore/Amerai                                                           |
| SCMQ 7090          | 1968              | The Renegades                                                            | L'amore è blu/Mighty Quinn                                                |
| SCMQ 7093          | 1968              | Nomadi                                                                   | Ho difeso il mio amore/Canzone per un'amica                               |
| SCMQ 7095          | 1968              | Giusy Romeo                                                              | L'onda/Lui e lei                                                          |
| SCMQ 7106          | 1968              | Amália Rodrigues                                                         | Coimbra/Ay che negra                                                      |
| SCMQ 7109          | 1968              | Sir Henry and his Butlers                                                | Camp/Pretty style                                                         |
| SCMQ 7112          | 1968              | Nomadi                                                                   | Il nome di lei/Per quando è tardi                                         |
| SCMQ 7118          | 1968              | Giusy Romeo                                                              | I primi minuti/Fumo negli occhi                                           |
| SCMQ 7122          | 19 novembre 1968  | Secondo Casadei e il suo complesso, canta Gilberto Sapucci               | Povero amore/Fortezza volante                                             |
| SCMQ 7124          | 1968              | The Renegades                                                            | Lettere d'amore/Vino e campagna                                           |
| SCMQ 7128          | 2 gennaio 1969    | I Gufi                                                                   | La sbornia/Un semaforo bianco e blu                                       |
| SCMQ 7135          | 1969              | Nomadi                                                                   | Vai via cosa vuoi/L'auto corre lontano ma io corro da te                  |
| SCMQ 7136          | 5 maggio 1969     | Gitte                                                                    | La mela/Il ricordo                                                        |
| SCMQ 7144          | 1969              | Ico Cerutti                                                              | Il cuore brucia/Un giorno così                                            |
| SCMQ 7151          | 1969              | The Renegades                                                            | Era settembre un anno fa/Piove dentro di me                               |
| SCMQ 7159          | 1969              | Nomadi                                                                   | Mai come lei nessuna/Un autunno insieme e poi...                          |